# Wilhelminapark (Tilburg)
Het Wilhelminapark is een van de oudste parken van Tilburg. Het stadspark in Engelse landschapsstijl is geopend in 1898, ter ere van de troonsbestijging van koningin Wilhelmina. Het is aangelegd op een eeuwenoude Kempische driehoek van vijf hectare en ligt aan een kruispunt van verbindingswegen, destijds aan de noordrand van de stadsbebouwing, maar nu vrij centraal. In het ontwerp is de befaamde dendrologische kennis van Leonard Springer terug te zien in de vele soorten en variëteiten aan bomen.
Het park wordt omzoomd door monumentale bebouwing uit de bloeitijd van de Tilburgse textielindustrie, van de tweede helft van de 19e eeuw tot aan de Tweede Wereldoorlog. Het Wilhelminapark is in 1996 gerenoveerd en vormt het zuidelijkste deel van het Rijksbeschermd gezicht Wilhelminapark/Goirkestraat.

## Geschiedenis
Uit de drie ontwerpen die Springer maakte, werd een romantische variant in Engelse landschapsstijl gekozen, met een halvemaanvormige waterpartij, open weiden, slingerende lanen en verspreide boomgroepen. De bloeiperioden zijn zoveel als mogelijk over het kalenderjaar verspreid.
In de Tweede Wereldoorlog werd het park op last van de bezetter Noorderpark genoemd. 
In de jaren tachtig kreeg het Wilhelminapark een slechte naam vanwege openbaar drugsgebruik, prostitutie en de aanwezigheid van daklozen. In 1996 werd het park mede daarom gerenoveerd, waarbij werd teruggegrepen op de ideeën van Springer. Hoewel het park nog altijd omzoomd is door bomen en struikpartijen is het bij de restauratie meer open gemaakt, wat een groter veiligheidsgevoel geeft. Ook werd een fontein en een waterpomp in de vijver geplaatst, mede om botulisme tegen te gaan. Met een hardstenen rand, zo hoog als een traptrede, is het park visueel enigszins losgemaakt van de omliggende wegen. Verder gaat de rand het ontstaan van olifantenpaadjes tegen en vermindert hij bij zware regen de uitspoeling van grond naar de lager liggende wegen. In het loopvlak is rondom het park het gedicht Roeien (’s middags) van Martinus Nijhoff gegraveerd, met enkele gegevens.
In 2023 werd het 125-jarig bestaan van het Wilhelminapark gevierd met een keur aan activiteiten.

## Zeldzame bomen
Bij de renovatie van 1996 is ook teruggegrepen op de oorspronkelijke composities van loofbomen, treurbomen en coniferen, zoals Leonard Springer die beoogde. De oudste boom van het park is de Huntingdon-iep. Deze boom stond er al meer dan 50 jaar voordat het park werd aangelegd. Bij de opening van het park in 1898 is ter ere van het koningshuis een Hollandse linde geplant, op een centrale plaats en omgeven door een rond hekwerk. Het Wilhelminapark kent een grote diversiteit aan  aan loofbomen en naaldbomen, waarvan een deel (zeer) zeldzaam. Onder de 'Springer'bomen (plantjaar 1898) zijn dat de Driekleurige beuk, Amerikaanse es, Pluim-es, Katsuraboom en de Amerikaanse paardenkastanje. Vanaf 1945 zijn de volgende zeldzame bomen nog bijgeplant: de Scharlaken eik, Suikeresdoorn, Epaulettenboom, Grootbladige hulst, groenblijvende Kurkeik, Witte moerbei, Parottia, Grootbladige populier, Zakdoekjesboom, Zelkova, Hangende zilverlinde en de Zwepenboom. In 1997 en in 2010 heeft de gemeente informatiebordjes geplaatst bij de bomen, respectievelijk in samenwerking met de Vereniging Vrienden van het Wilhelminapark en de Stichting Stadsbomen.

## Fotogalerij (1)

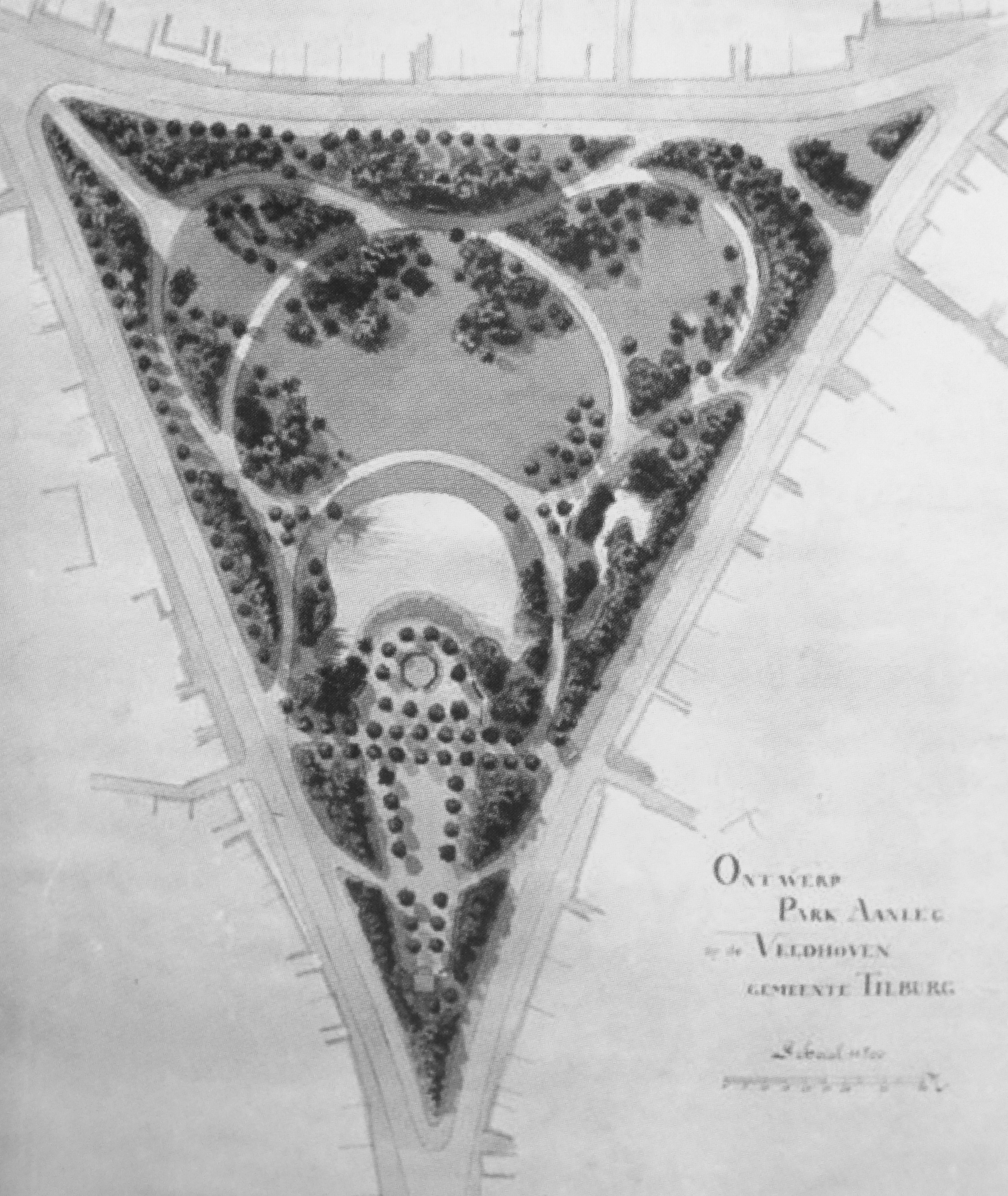
"Ontwerp Park Aanleg op de Veldhoven", Leonard Springer, 1897
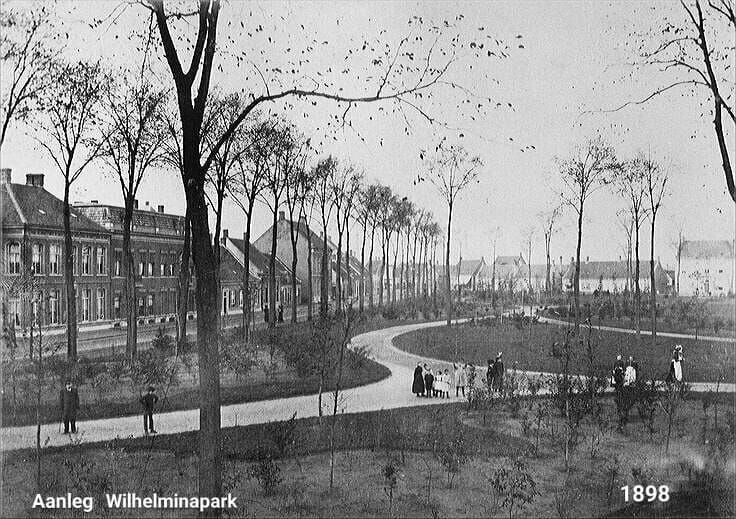
Aanleg Wilhelminapark 1898
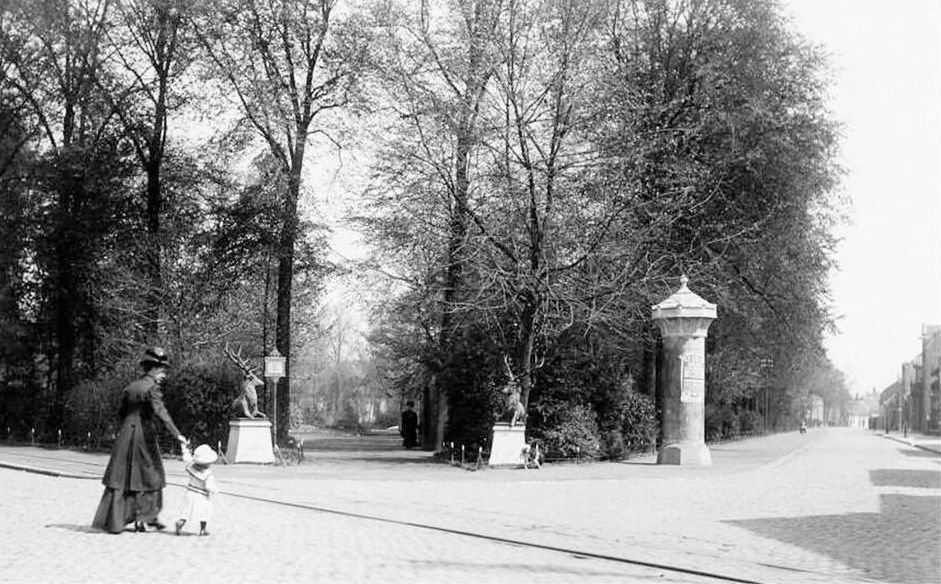
Ingang park ca. 1900 (de herten zijn verdwenen)
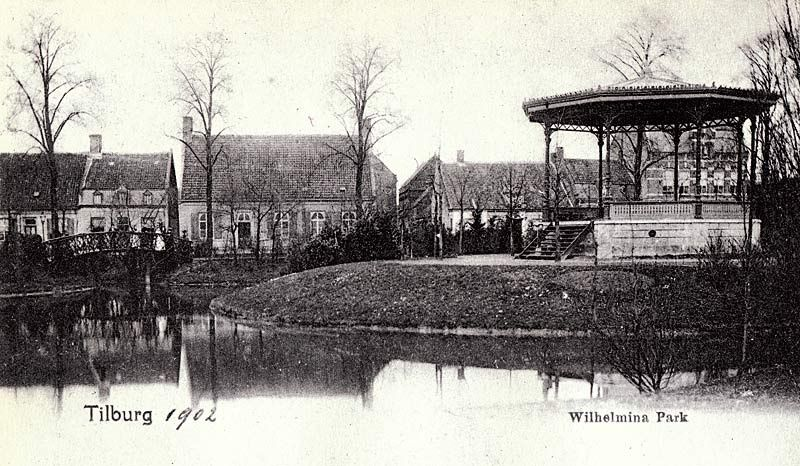
Muziekkiosk, foto 1902 (thans is er geen kiosk meer, wel een draaimolen)
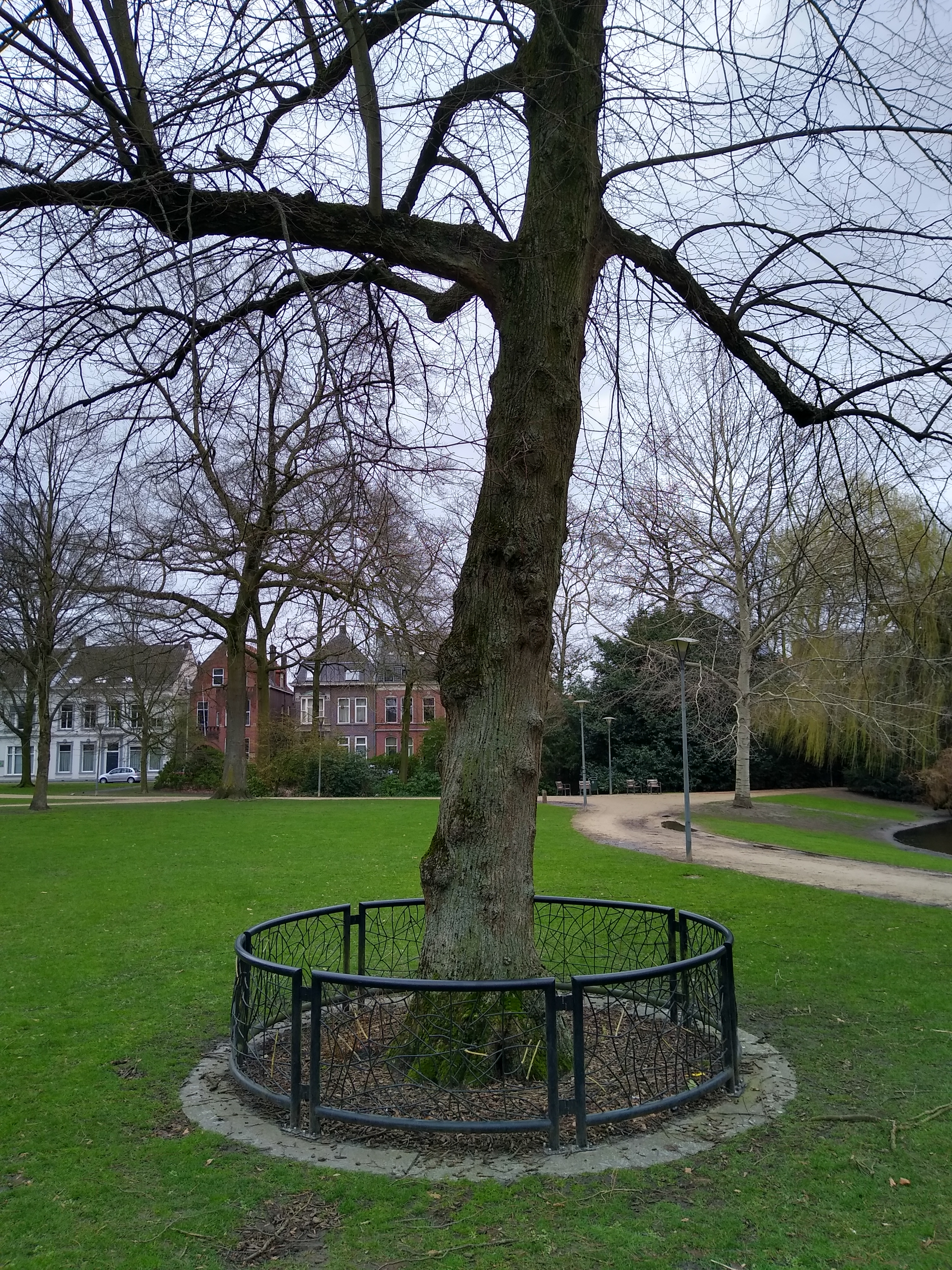
De "Wilhelminaboom" uit 1898 is een zg. Hollandse linde
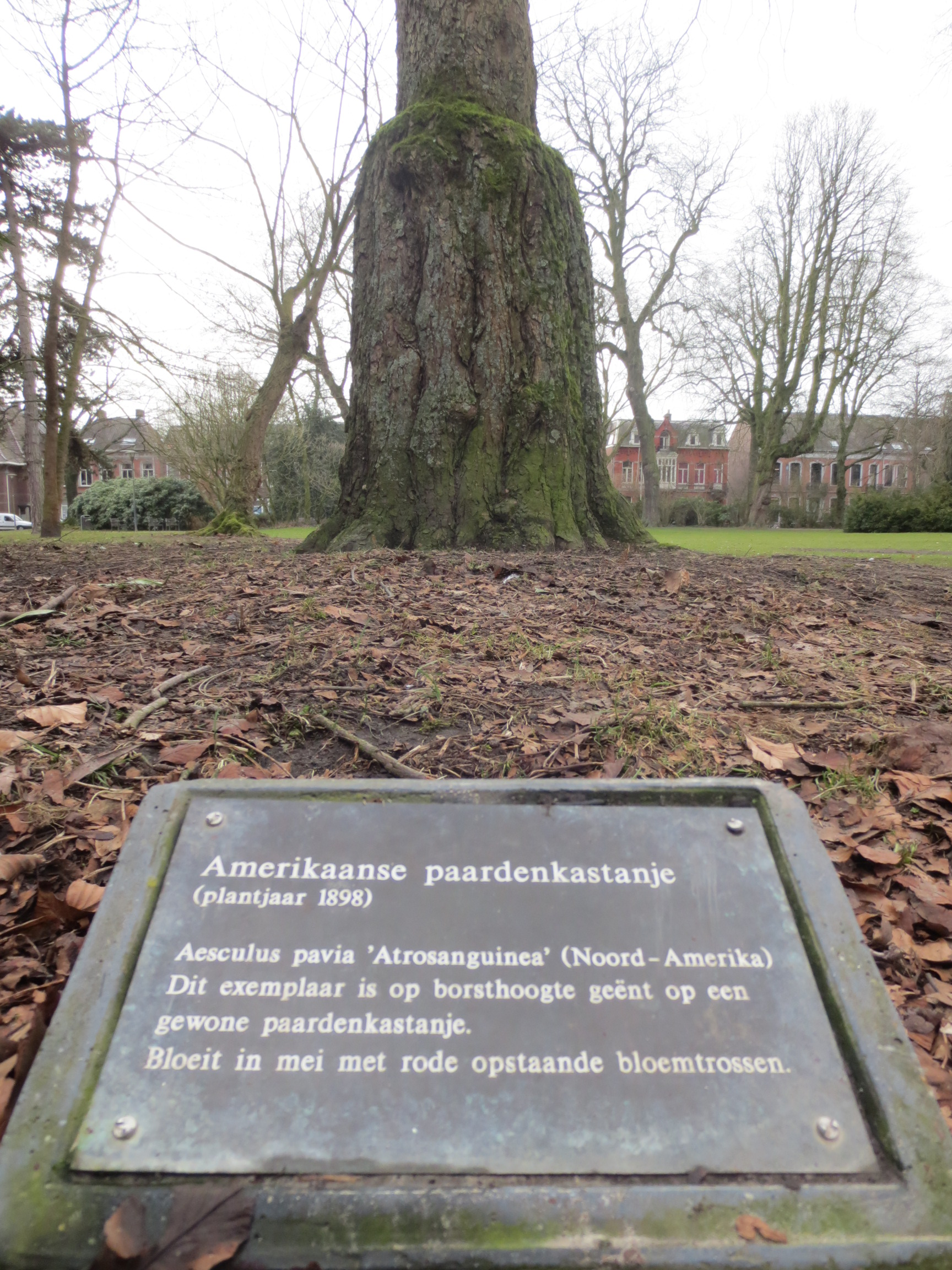
Aesculus pavia, Amerikaanse paardenkastanje, 1898 (geënt op 1,5 meter)
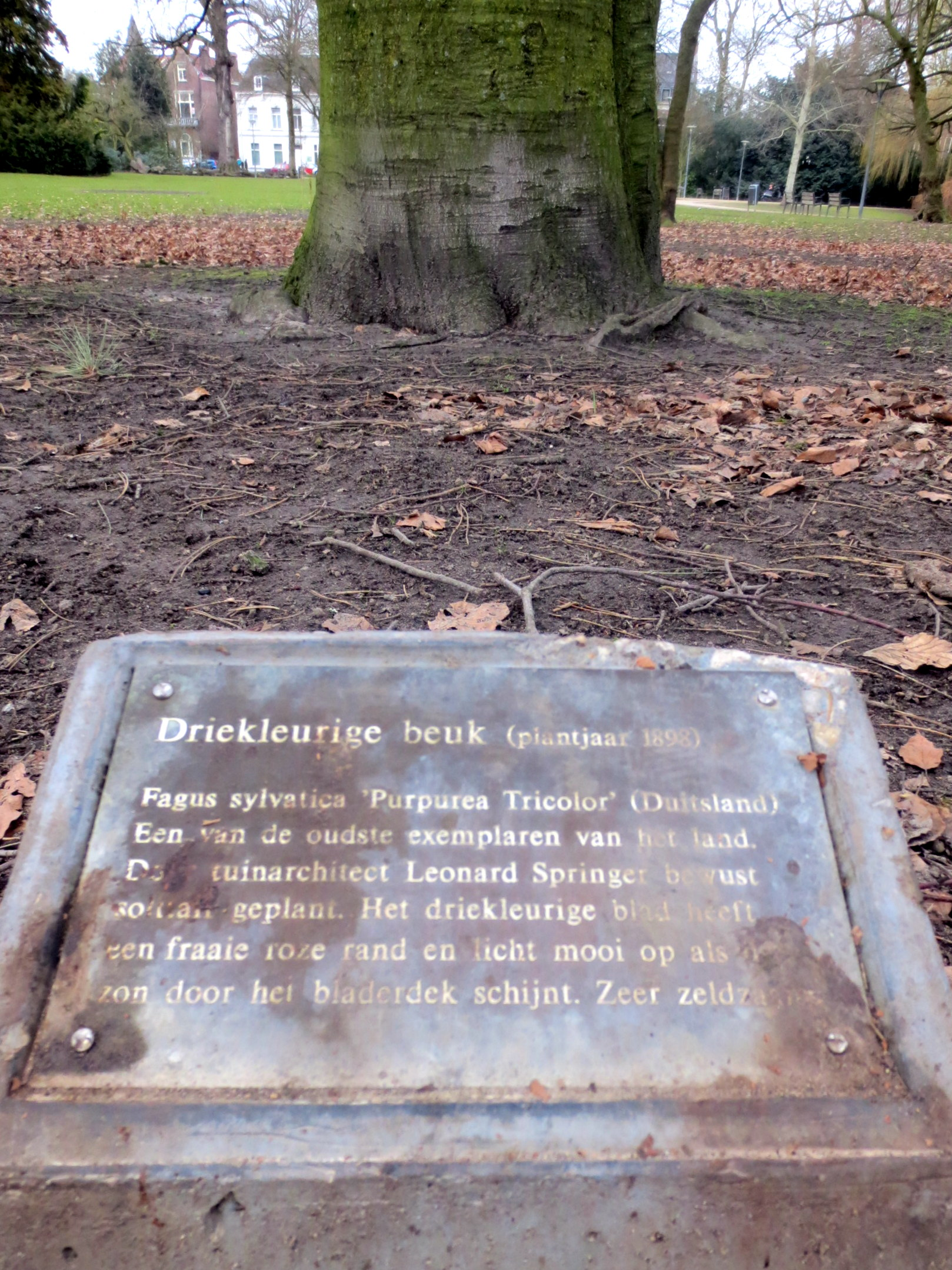
Fagus sylvatica, Driekleurige beuk, 1898 (zeer zeldzaam)
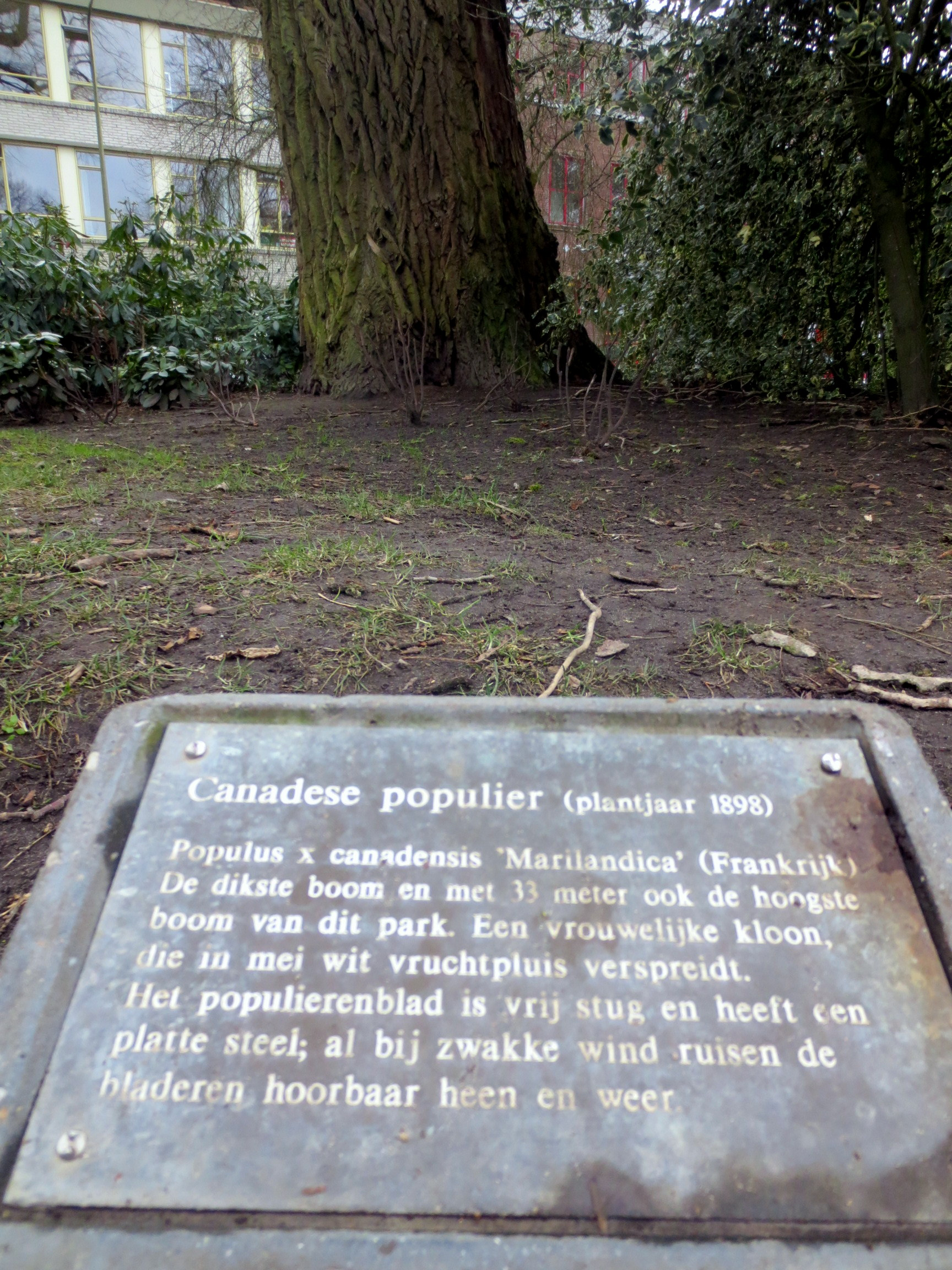
Populus Canadensis 'Marilandica', 1898, met 33 meter de hoogste boom, zuidkant park
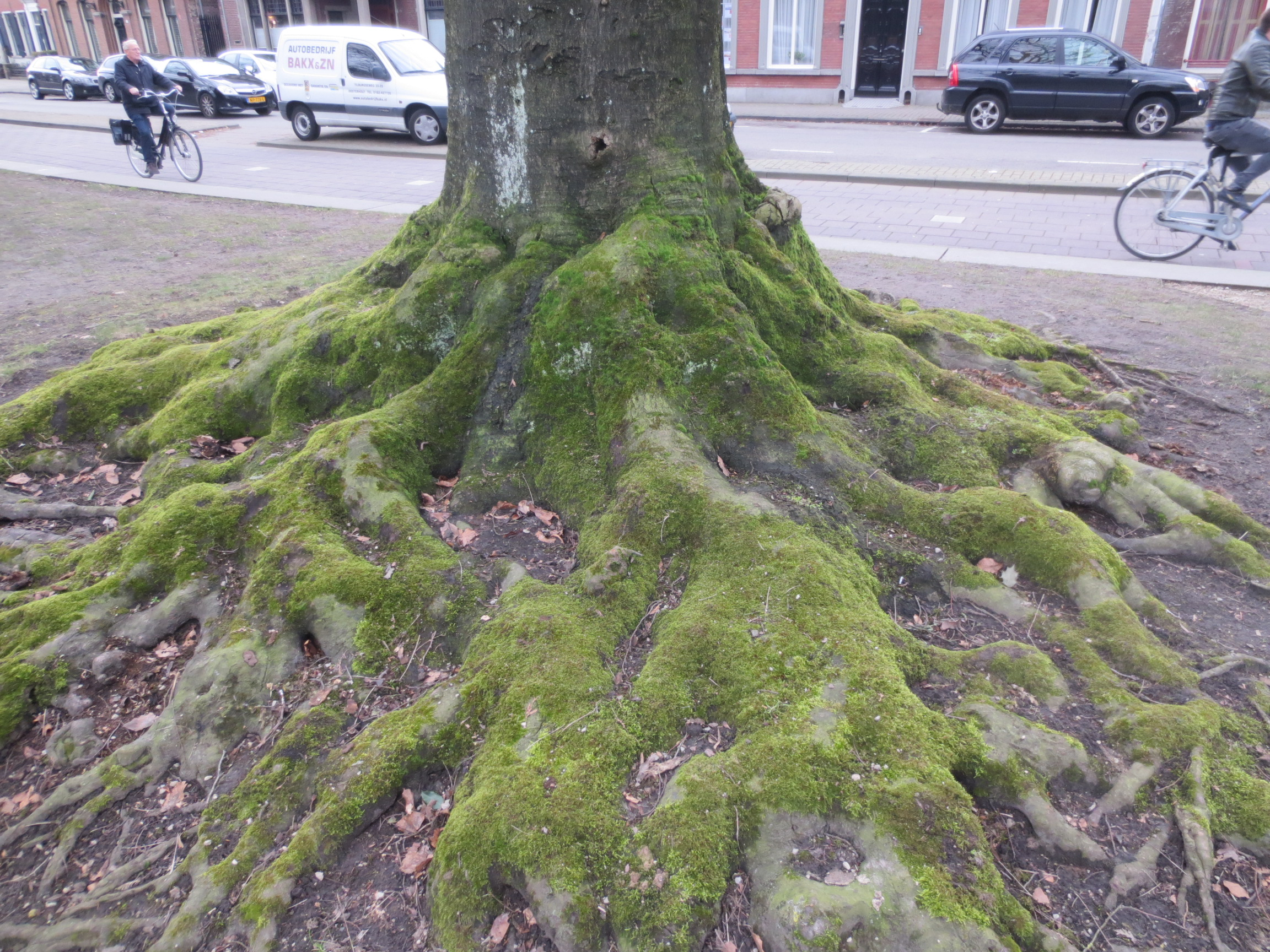
Boomwortels bedekt met mos, westzijde Wilhelminapark
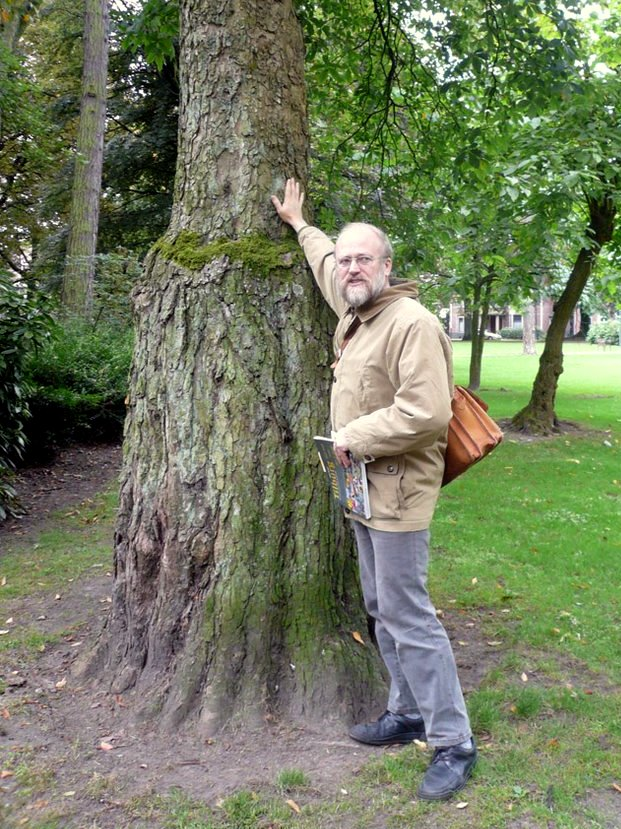
Dendroloog en stads-natuurgids Henk Kuiper bij de geënte paardenkastanje (2007)

## Vorm en ligging
Het gemeenschappelijk park van de voormalige herdgang Veldhoven heeft de vorm een zogeheten 'Kempische driehoek', zo kenmerkend voor de oude buurtschappen in Brabant. Het Wilhelminapark is gelegen tussen de huidige straten Veldhovenring, Gasthuisring en Goirkestraat. 
Het park ligt vrij centraal in de stad, maar vroeger lag het aan de noordkant van de aaneengesloten stadsbebouwing. Verder noordwaarts was slechts lintbebouwing naar de herdgangen Hasselt en Heikant. Het is daarom niet vreemd dat tijdens de Tweede Wereldoorlog het te Oranjegezinde 'Wilhelminapark' door de bezetter werd omgedoopt in 'Noorderpark'. Toch waren vanaf de eerste helft van de 19e eeuw zowel de Goirkestraat als het Smidspad reeds bebouwd; straten waarlangs industrie, nijverheid en later detailhandel zich voorspoedig ontwikkelden.
Historisch gezien kruisen zich bij het Wilhelminapark twee belangrijke routes op de wegenkaart; een oost-westverbinding en een noord-zuidverbinding. De eerste begint westelijk bij de Reeshof en buigt ten oosten van de stad naar het noorden richting 's-Hertogenbosch. De Gasthuisring, vroeger Gasthuisstraat, is de spil van een belangrijke noord-zuid verbinding. Vanuit het Wilhelminapark kon men noordwaarts via de Hasseltstraat naar de Hasselt en via Goirkestraat of Smidspad naar 't Goirke en de Heikant en zo door naar Loon op Zand. Zuidwaarts kon men via de Gasthuisstraat richting de herdgangen Heike en Korvel en zo door naar Goirle.
Volgens de huidige wijkindeling ligt het Wilhelminapark in de buurt Goirke-Hasselt, onderdeel van Oud-Noord. Het park vormt het zuidelijk deel van het Rijksbeschermd gezicht Wilhelminapark/Goirkestraat.

## Bebouwing
De huisnummering rondom het Wilhelminapark is doorlopend, tegen de klok in. Het begint bij Museum De Pont zijnde Wilhelminapark 1. Het pand ertegenover is Wilhelminapark 143, het hoogste huisnummer, een apotheek. 
De woningen aan de van oudsher belangrijke oost-west en noord-zuid routes zijn het meest prestigieus. Aan de diagonale, zuid-oostelijke parkzijde stonden woningen van weliswaar gegoede burgers, maar die waren gemiddeld toch smaller en minder fraai geornamenteerd dan die aan de noord- en westzijde van het park. Veel luxe panden zijn intact gebleven, vooral langs de westzijde van het park, het verlengde van de Gasthuisring. Aan de zuid-oostelijke zijde hebben veel panden plaatsgemaakt voor naoorlogse bebouwing. Uitzondering daarop is de voormalige melkfabriek, een 'Melksalon met terras en directiewoning' uit 1913, naar ontwerp van de Tilburgse architect Jos Donders. Dit monumentale Jugendstilpand is in 1995 gerestaureerd.
Een groot deel van de oorspronkelijke woonhuizen is thans in gebruik als kantoor. In de textielstad die Tilburg was zijn veel van deze panden gebouwd door textielfabrikanten, die hun fabriek op wandelafstand hadden. De twee bekendste musea van Tilburg, De Pont en het TextielMuseum zijn ook in zulke voormalige fabrieksgebouwen gevestigd, dicht bij het park.

## Fotogalerij (2)

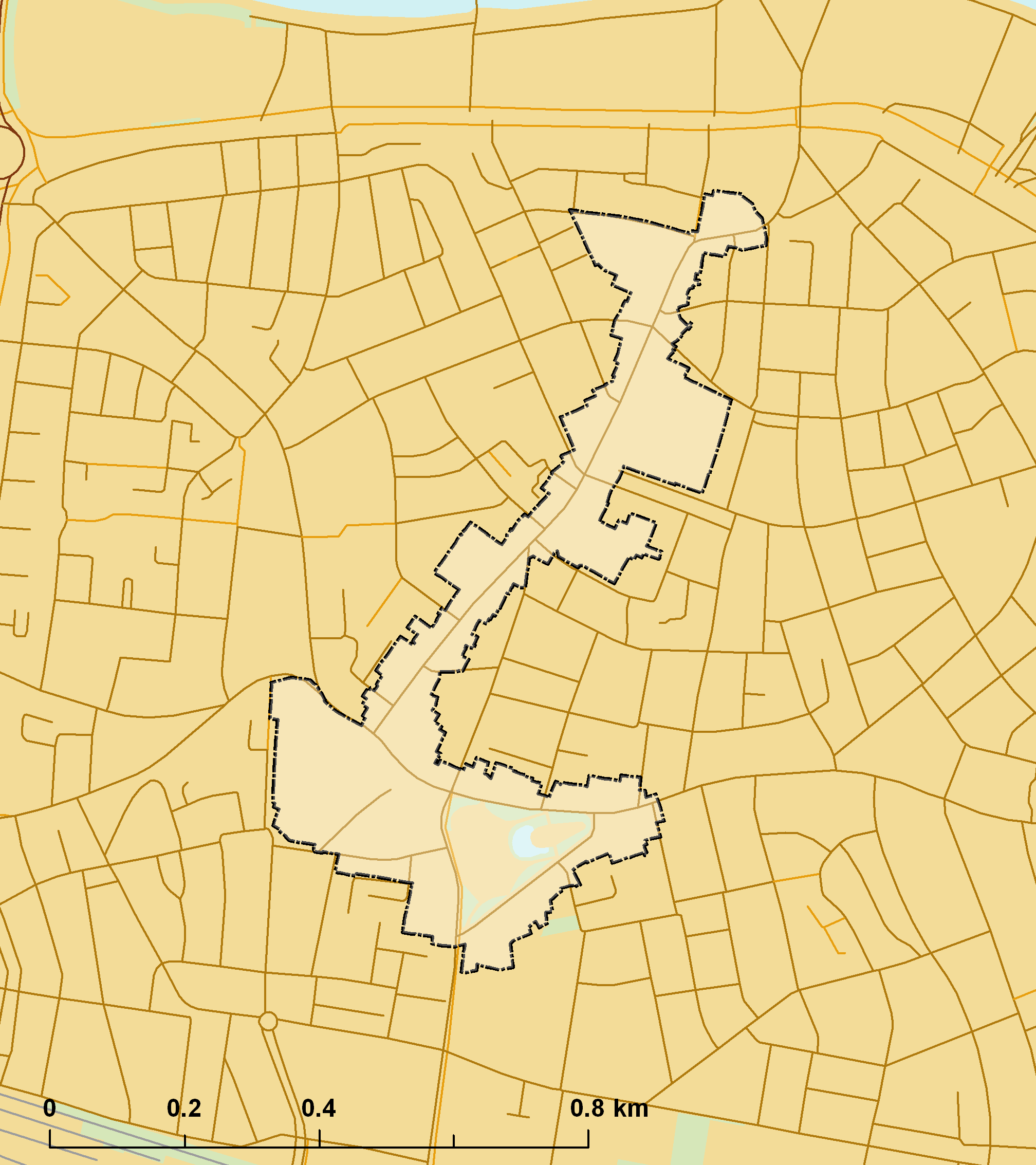
Het gebied van het beschermd stadsgezicht; het Wilhelminapark is de driehoek aan de zuidkant
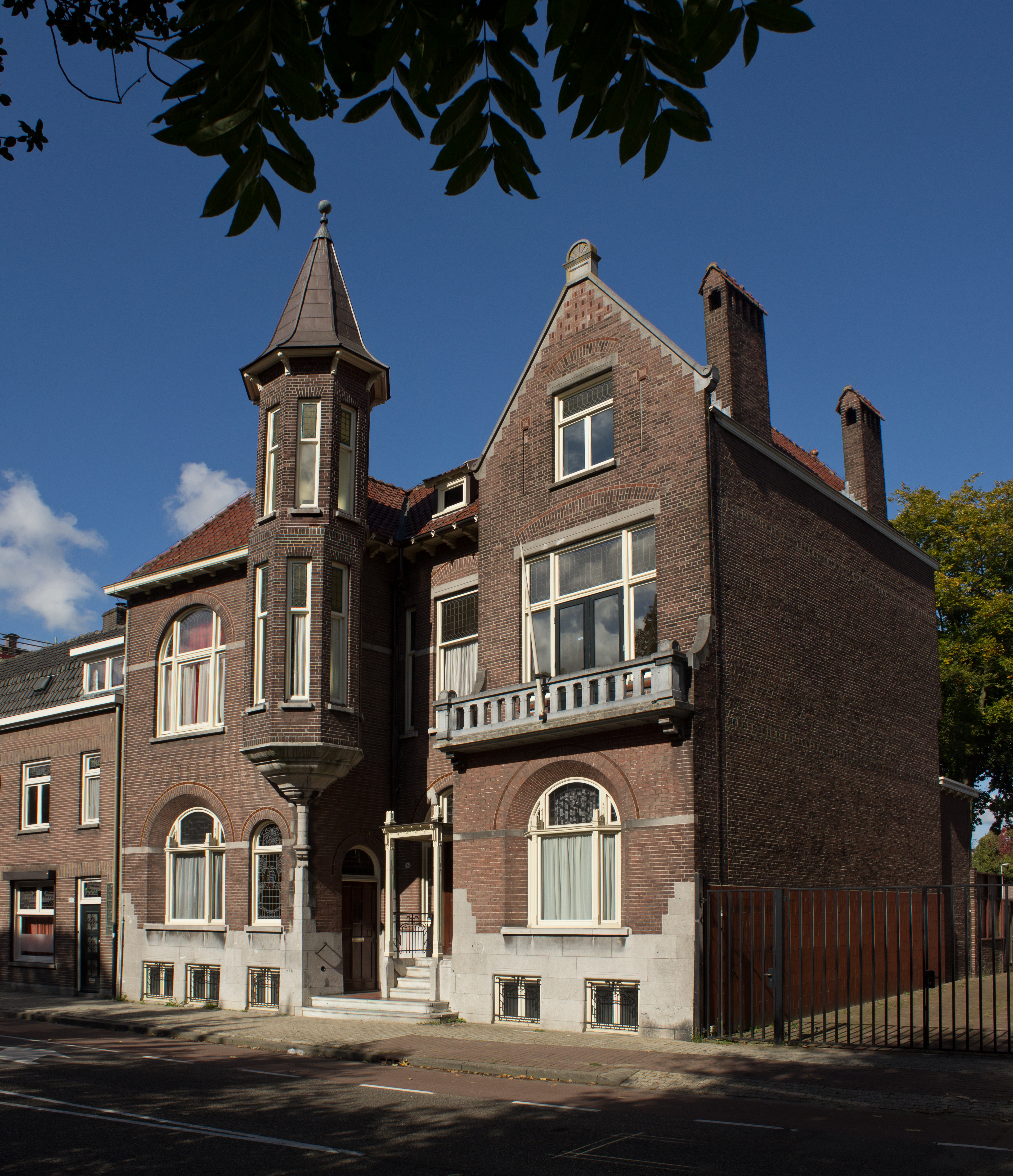
Wilhelminapark 124 aan de noordzijde is een art-nouveau herenhuis uit 1910
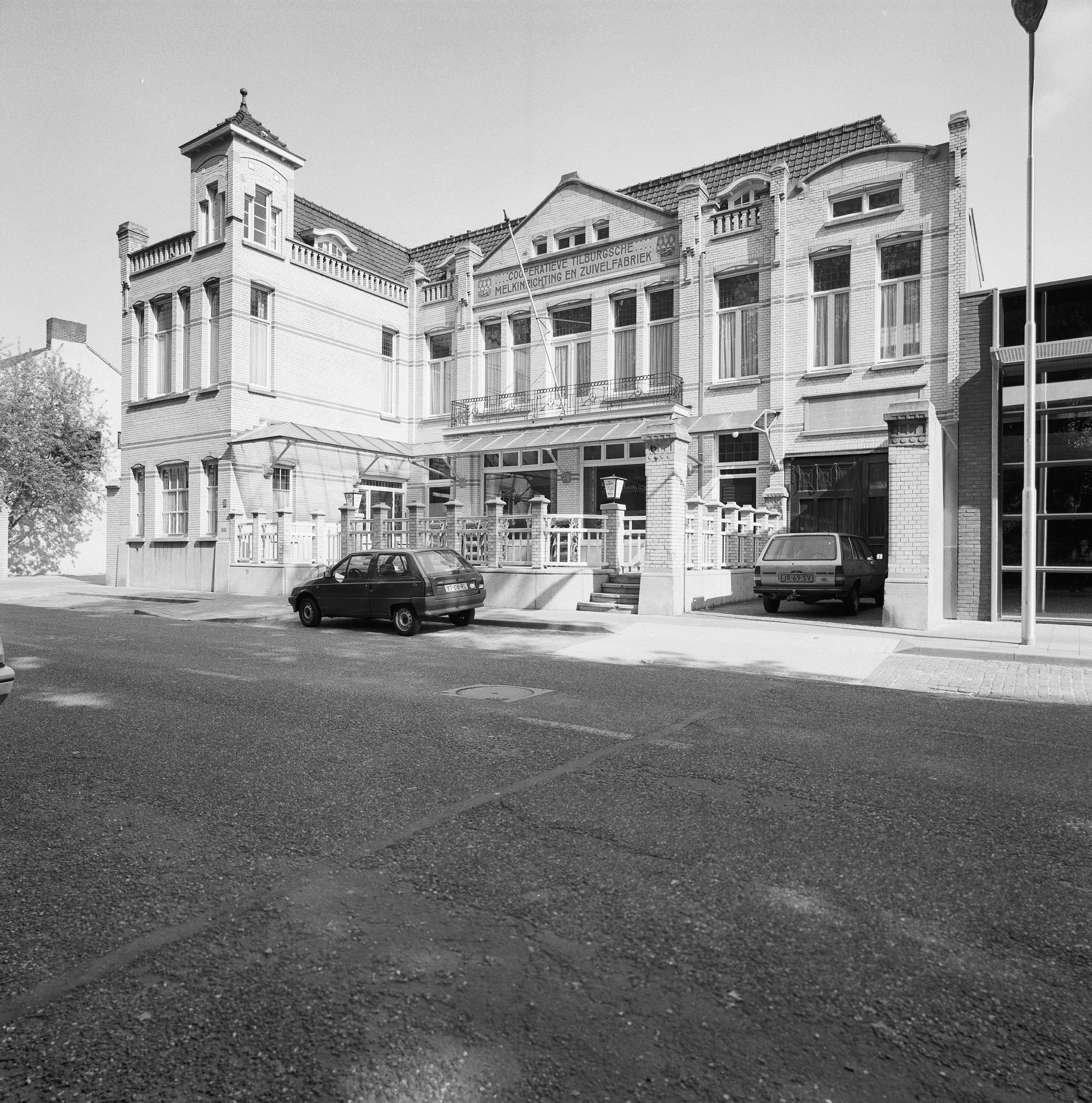
Coöperatieve Tilburgsche Melkinrichting en Zuivelfabriek uit 1913 (huisnrs. 63 en 63a)
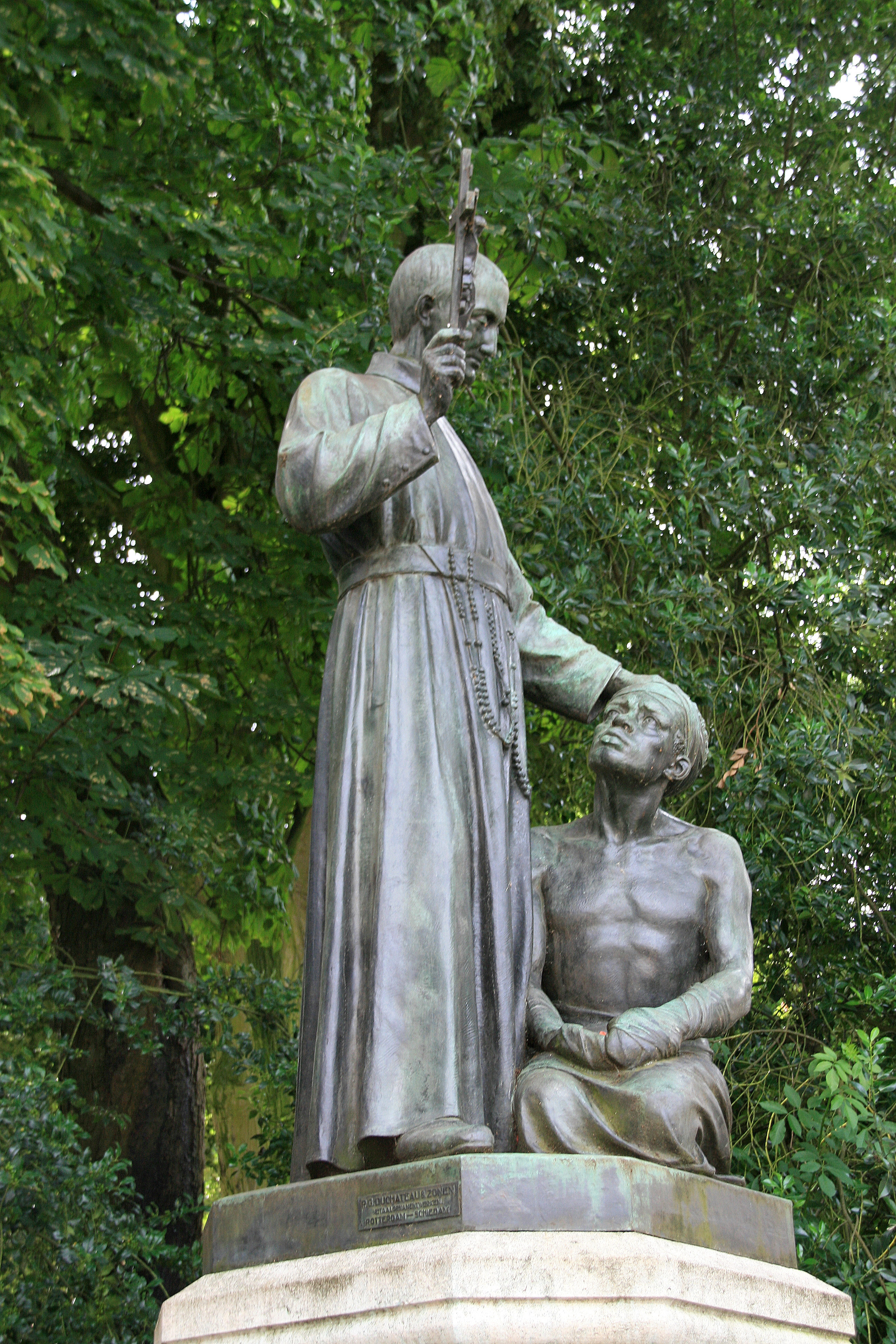
Standbeeld Petrus Donders uit 1926, door J.P. Maas, op de noordwesthoek
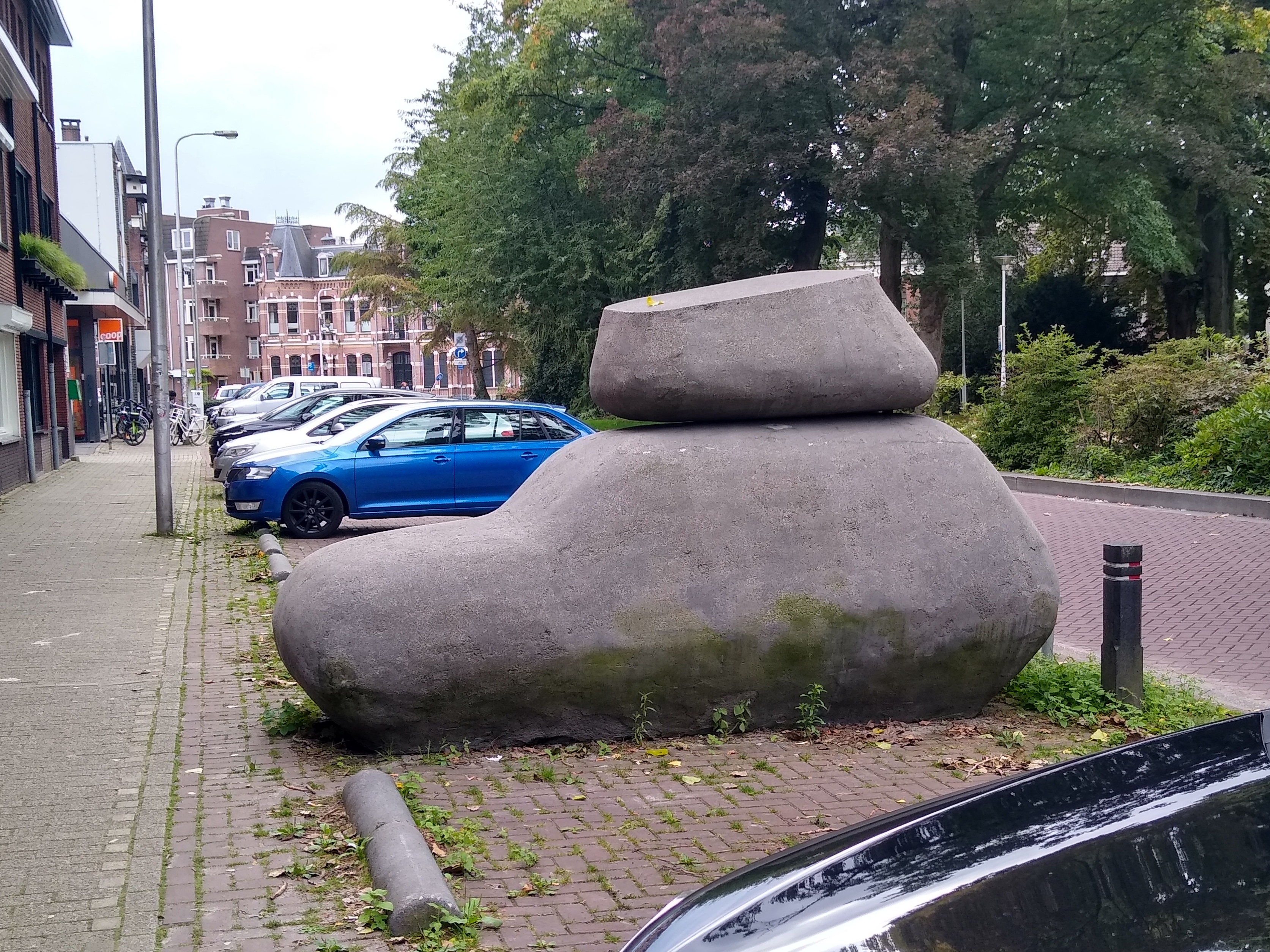
Caruso (2009), geparkeerd voor expositieruimte PARK aan de zuidkant
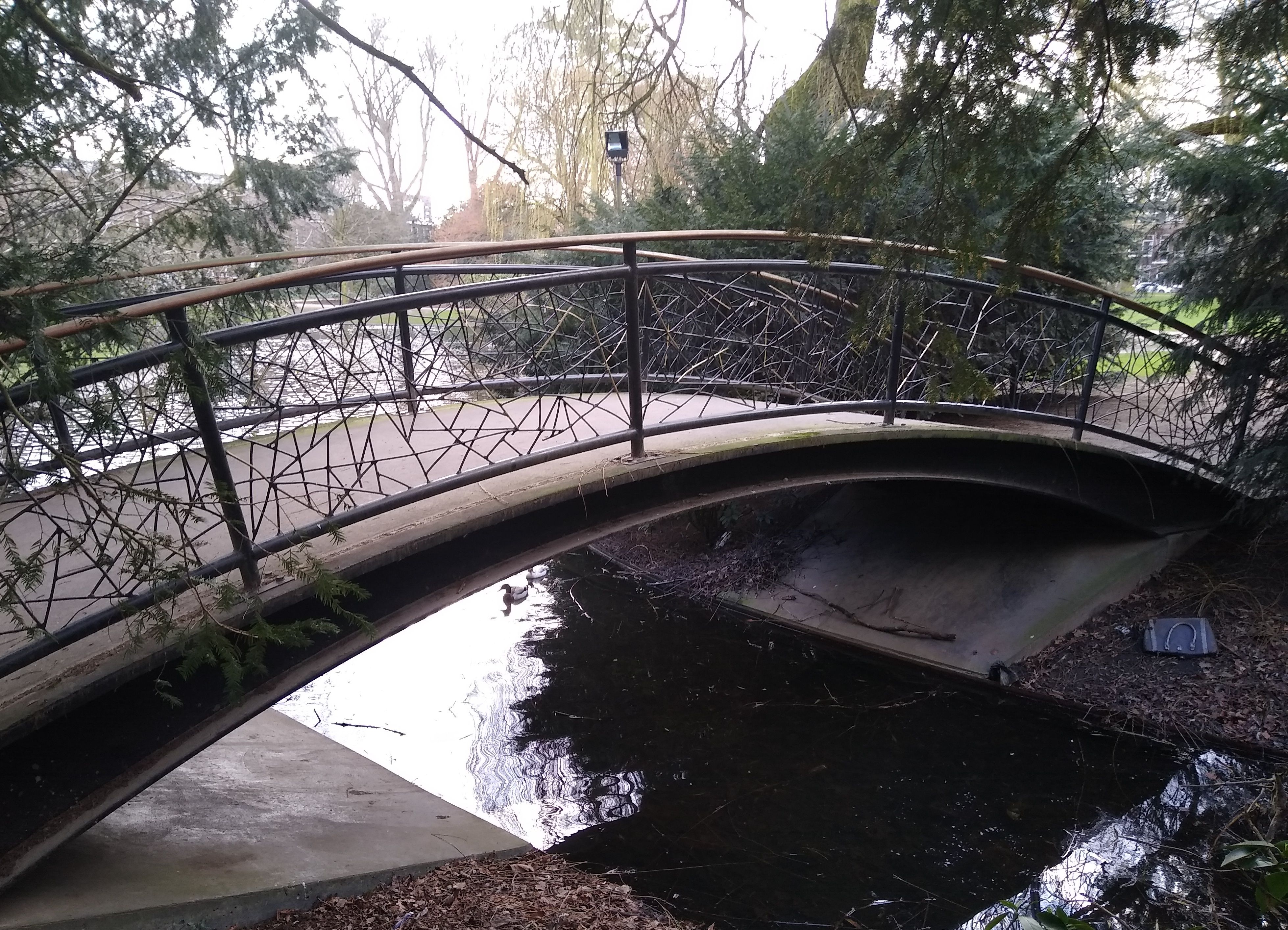
Het bruggetje
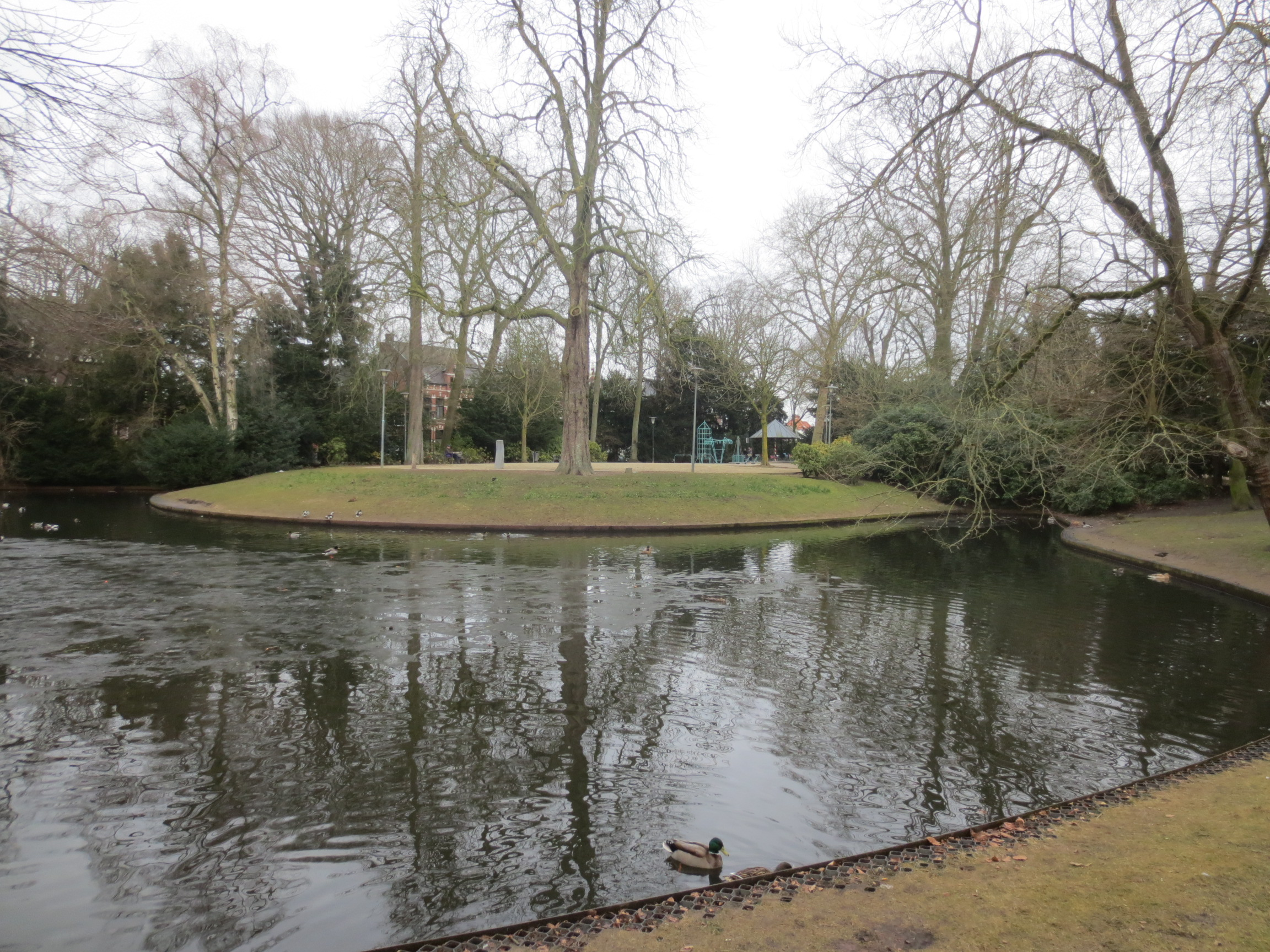
De vijver
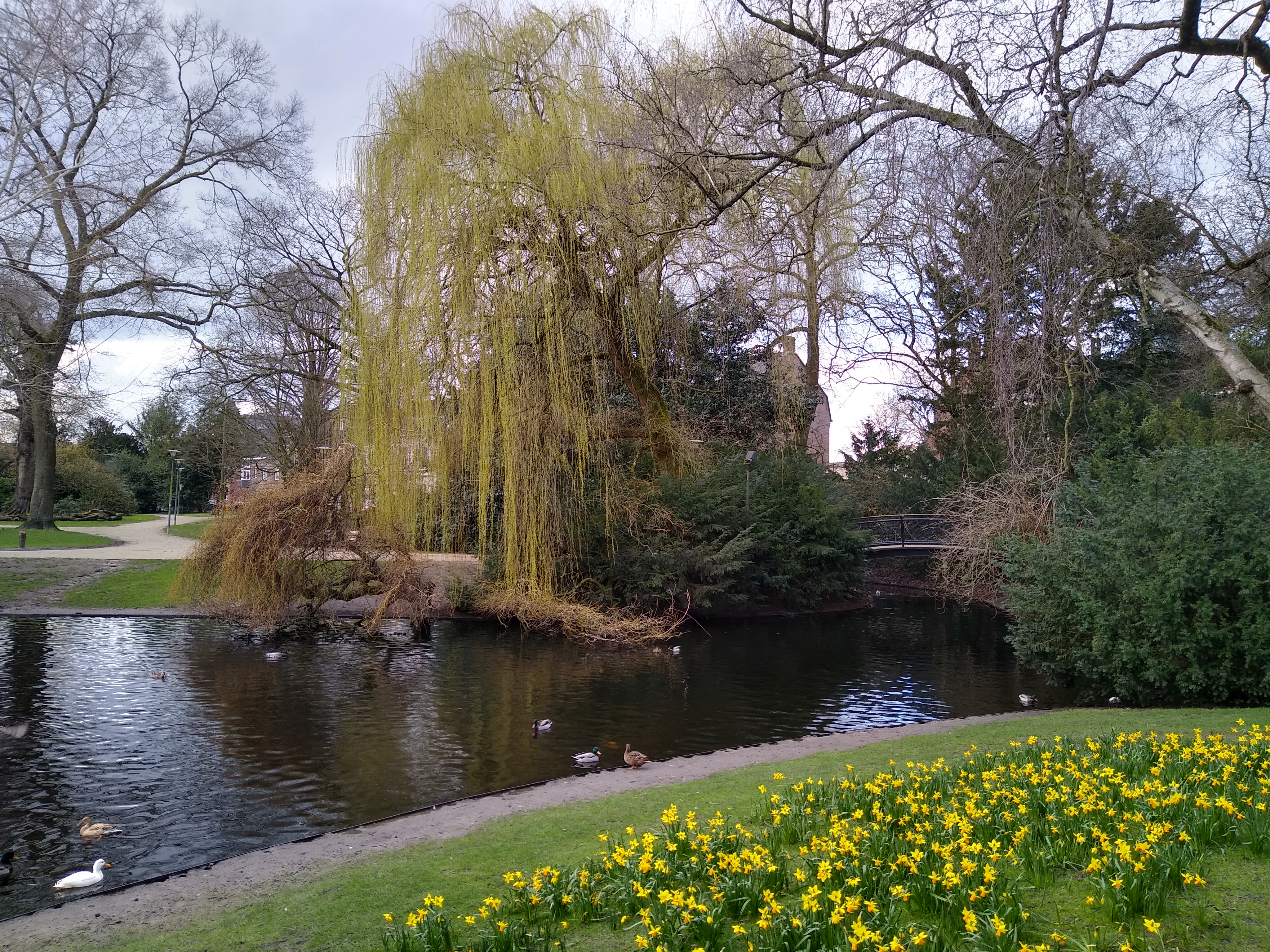
Zicht vanaf het 'eiland'
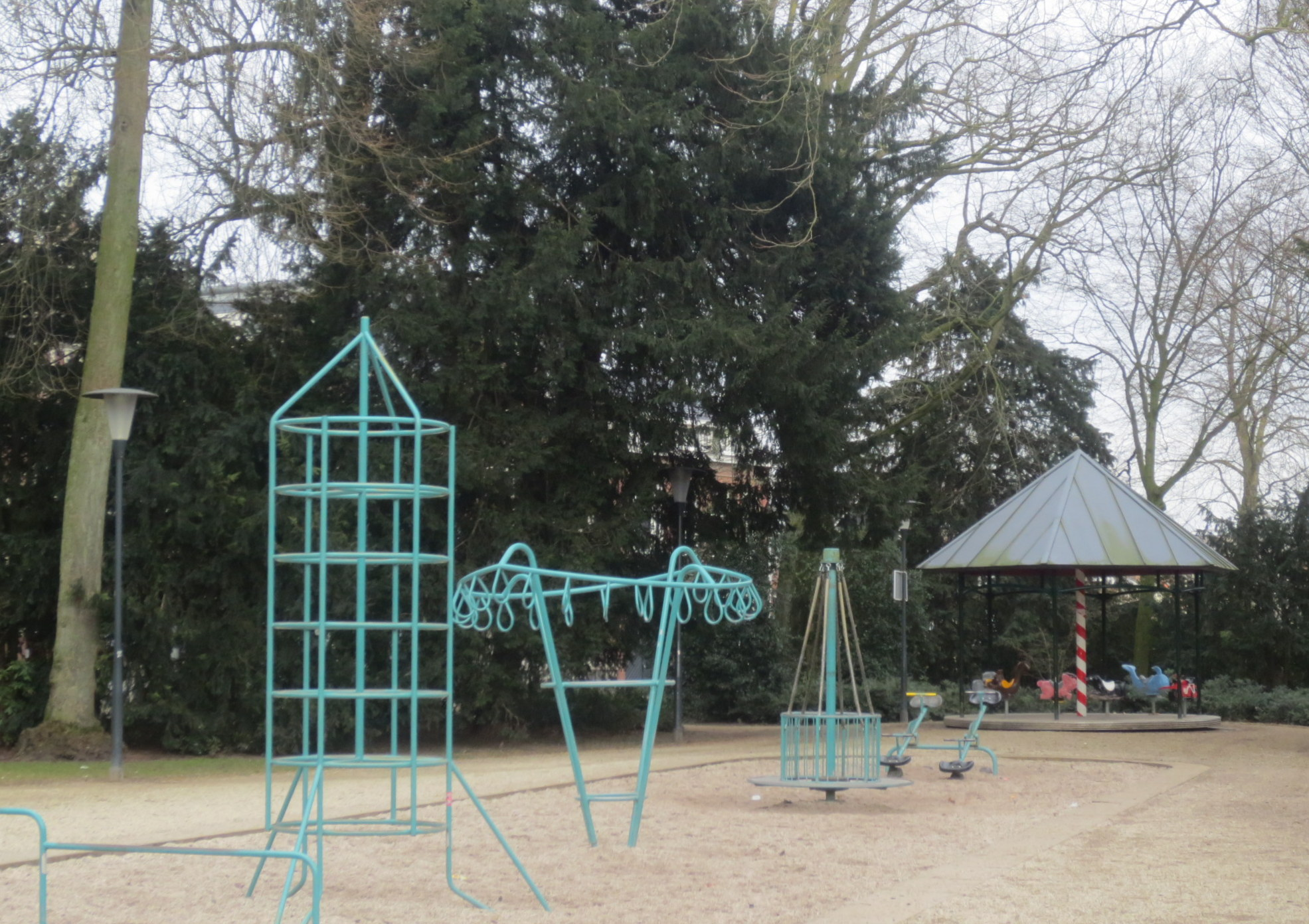
Speeltuin met draaimolen
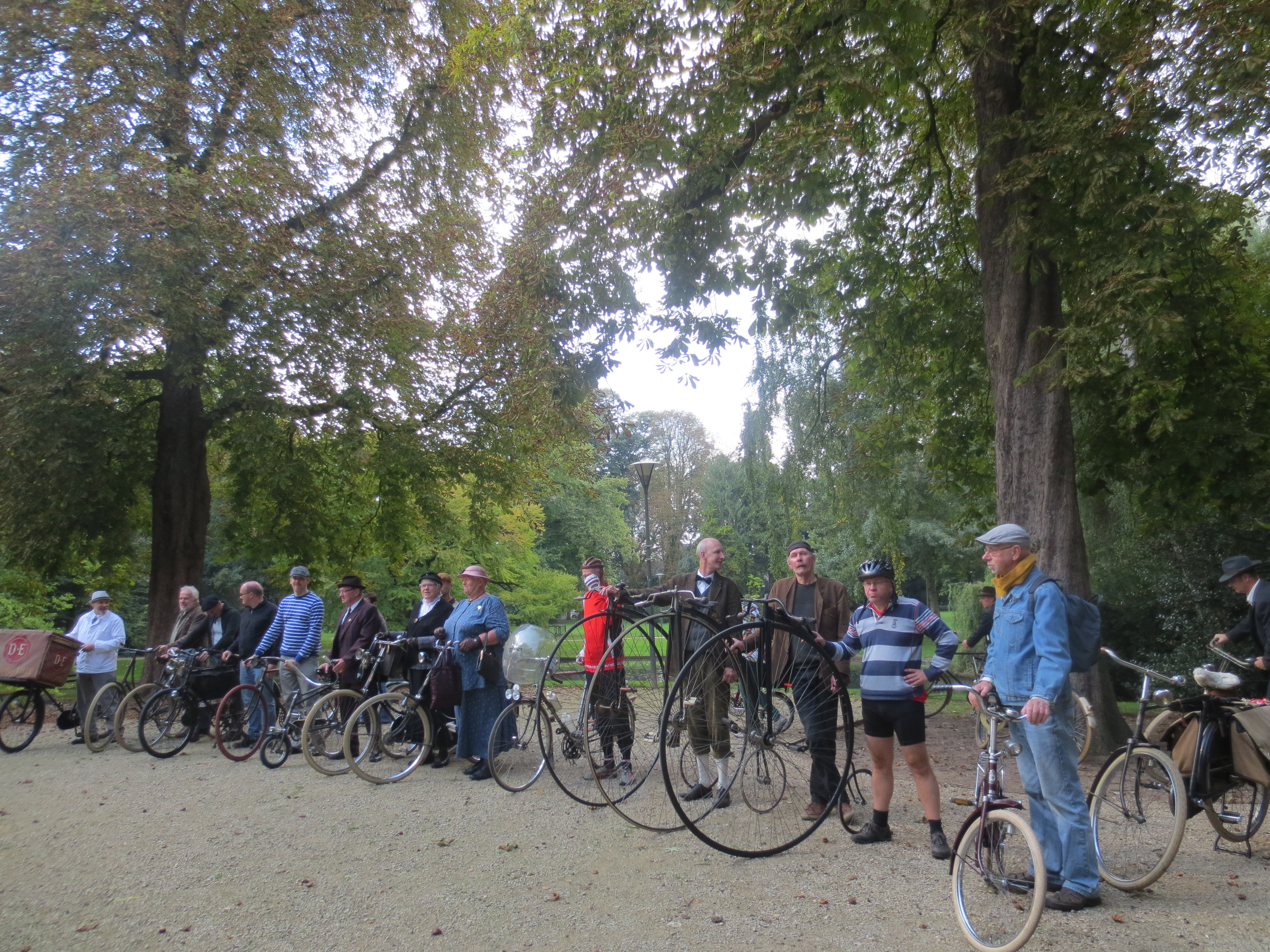
Oude fietsen in het Wilhelminapark, 2017
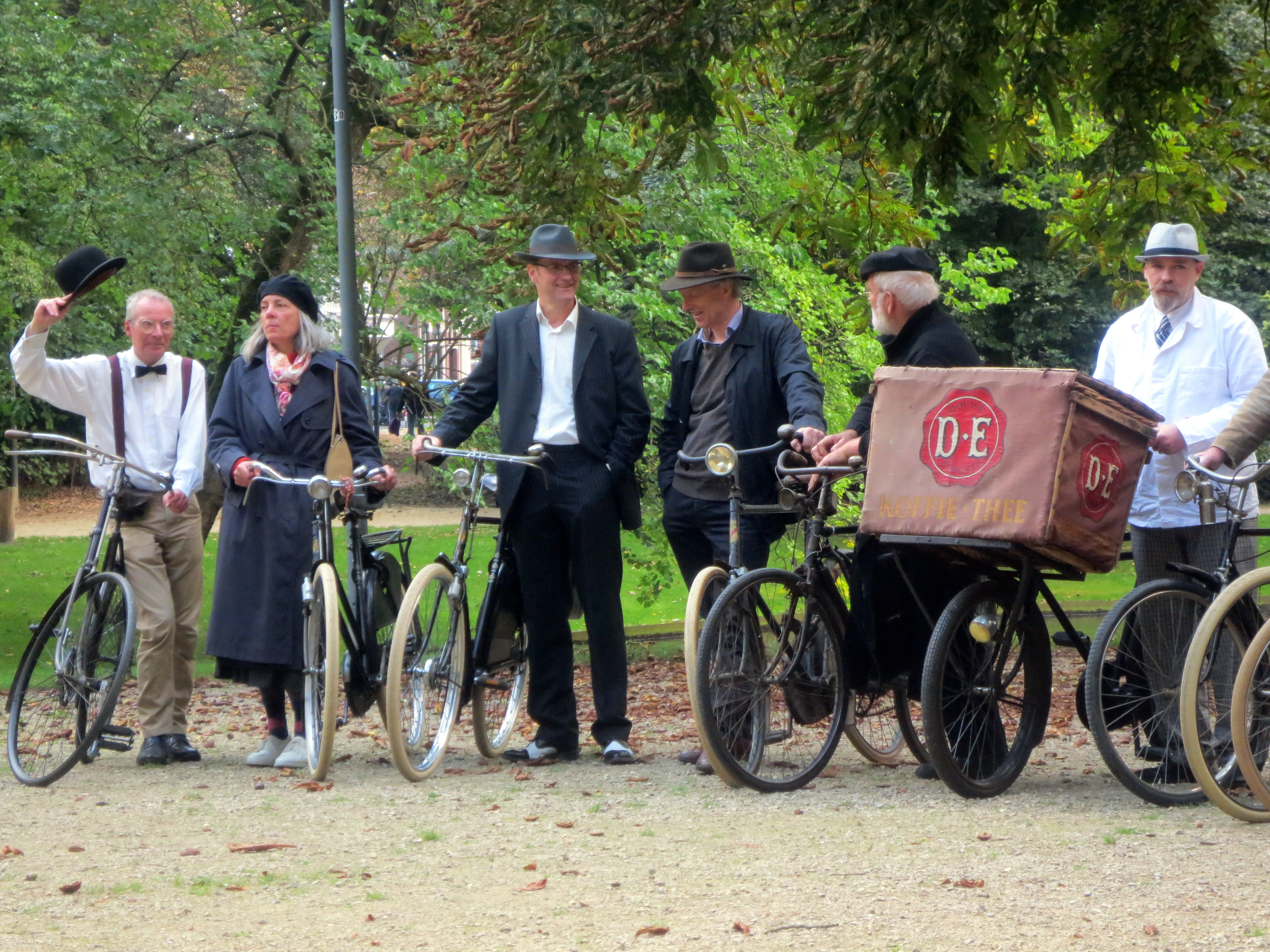
Idem